# Henri Privat-Livemont
Henri Privat-Livemont (Schaerbeek, 1861 - 1936) fou un decorador, cartellista i il·lustrador belga.
Estudià a l'Escola d'Arts Decoratives de Sint-Joost-ten-Node, on posteriorment impartí classes. En acabar els seus estudis viatjà a París amb una beca, i hi continuà la seva formació a l'École Étienne-Marcel. A la capital del Sena participà en la decoració de l'edifici de la Mairie i en els decorats per a una representació de Hamlet. El 1889 retornà a Schaerbeek i treballà en la decoració d'edificis particulars i oficials. El 1895 va fer el seu primer cartell per al Cercle Artístic d'aquesta ciutat de Bèlgica, entitat que li encarregaria molts d'altres amb el temps. A Brussel·les treballà en la decoració de teatres i casinos. Privat-Livemont tingué una enorme influència en l'obra d'Alexandre de Riquer. Al Museu Nacional d'Art de Catalunya es conserven obres seves.